# الوزارات التنفيذية الاتحادية للولايات المتحدة
الوزارات التنفيذية الاتحادية للولايات المتحدة (بالإنجليزية: United States federal executive departments) هي الوحدات الرئيسية من السلطة التنفيذية من الحكومة الاتحادية للولايات المتحدة. وهي مماثلة للوزارات المشتركة في الأنظمة البرلمانية أو الأنظمة شبه الرئاسية، ولكن (الولايات المتحدة هي نظام رئاسي) يقودها رئيس الحكومة الذي هو أيضاً رئيس الدولة. الإدارات التنفيذية هي الأذرع الإدارية لرئيس الولايات المتحدة. يوجد حالياً خمسة عشر وزارة إدارية تنفيذية.
يتلقى رؤساء الوزارات التنفيذية لقب أمين كل منهم، باستثناء النائب العام الأمريكي الذي يرأس وزارة العدل (ورئيس مكتب البريد العام الذي كان حتى عام 1971 رئيسًا لإدارة البريد). ويتم تعيين رؤساء الوزارات التنفيذية من قبل الرئيس ومهام منصبه بعد التأكيد من قبل مجلس الشيوخ في الولايات المتحدة ، وتعمل على المتعة من الرئيس . رؤساء الإدارات هم أعضاء في مجلس الوزراء في الولايات المتحدة ، وهي هيئة تنفيذية تعمل عادة كهيئة استشارية للرئيس. في فقرة الرأي( يشار إلى المادة 2 ، القسم 2 ، البند 1) من الدستور الأمريكي ، ويشار إلى رؤساء الإدارات التنفيذية باسم «الموظف الرئيسي في كل من الإدارات التنفيذية».
يتم تضمين رؤساء الإدارات التنفيذية في خط الخلافة لرئيس الجمهورية، في حال وجود شاغر في الرئاسة، بعد نائب الرئيس ، و رئيس مجلس النواب و الرئيس المؤقت لمجلس الشيوخ .

## الوزارات الحالية
| الختم | الوزارة                  | تاريخ التأسيس     | الموظفون                                                               | الميزانية السنوية          | المسؤول | المسؤول                                   |
| الختم | الوزارة                  | تاريخ التأسيس     | الموظفون                                                               | الميزانية السنوية          | الصورة  | الاسم والمنصب                             |
| ----- | ------------------------ | ----------------- | ---------------------------------------------------------------------- | -------------------------- | ------- | ----------------------------------------- |
|       | الخارجية                 | 27 يوليو 1789     | 69,000 13,000 موظف خدمة أجنبية 11,000 موظف خدمة مدنية 45,000 موظف محلي | 52.505 مليار دولار (2020)  |         | أنتوني بلينكنوزير الخارجية                |
|       | الخزانة                  | 2 سبتمبر 1789     | 86,049 (2014)                                                          | 16.55 مليار دولار (2021)   |         | جانيت ليننوزيرة الخزانة                   |
|       | الدفاع                   | 18 سبتمبر 1947    | 2.86 مليون                                                             | 716 مليار دولار (2021)     |         | لويد أوستنوزير الدفاع                     |
|       | العدل                    | 1 يوليو 1870      | 113,543 (2012)                                                         | 33.2 مليار دولار (2021)    |         | ميريك غارلاندالنائب العام                 |
|       | الداخلية                 | 3 مارس 1849       | 70,003 (2012)                                                          | 21.55 مليار دولار (2021)   |         | ديب هالاندوزيرة الداخلية                  |
|       | الزراعة                  | 15 مايو 1862      | 105,778 (يونيو 2007)                                                   | 151 مليار دولار (2021)     |         | توم فيلساكوزير الزراعة                    |
|       | التجارة                  | 14 فبراير 14 1903 | 43,880 (2011)                                                          | 7.89 مليار دولار (2021)    |         | جينا رايموندووزيرة التجارة                |
|       | العمل                    | 4 مارس 1913       | 17,450 (2014)                                                          | 41.7 مليار دولار (2021)    |         | مارتي والشوزير العمل                      |
|       | الصحة والخدمات البشرية   | 11 أبريل 1953     | 79,540 (2015)                                                          | 1.394 تريليون دولار (2021) |         | كزافييه بيسيراوزير الصحة والخدمات البشرية |
|       | الإسكان والتنمية الحضرية | 9 سبتمبر 1965     | 8,416 (2014)                                                           | 47.9 مليار دولار (2021)    |         | مارسيا فودجوزيرة الإسكان والتنمية الحضرية |
|       | وزارة النقل              | 1 أبريل 1967      | 58,622                                                                 | 89 مليار دولار (2021)      |         | بيت بوتجيجوزير النقل                      |
|       | الطاقة                   | 4 أغسطس 1977      | 12,944 (2014)                                                          | 35.36 مليار دولار (2021)   |         | جينيفر غرانهولموزيرة الطاقة               |
|       | التعليم                  | 17 أكتوبر 1979    | 3912 (2018)                                                            | 72.3 مليار دولار (2021)    |         | ميغيل كاردوناوزير التعليم                 |
|       | شؤون المحاربين القدامى   | 15 مارس 1989      | 377,805 (2016)                                                         | 243.3 مليار دولار (2021)   |         | دينيس ماكدونووزير شئون المحاربين القدامى  |
|       | الأمن الداخلي            | 25 نوفمبر 2002    | 229,000 (2017)                                                         | 75.88 مليار دولار (2021)   |         | أليخاندرو مايوركاسوزير الأمن الداخلي      |